# 李幼梨
李幼梨（韓語：이유리，1980年1月28日—），韓國女演員，名字又譯李宥利。2014年出演MBC周末劇《來了！張寶利》飾演延敏靜一角，憑藉該劇獲得MBC演技大賞年度大賞及放送三社電視劇PD賞兩項獎項，素有「國民惡女」稱號。

## 事業
起初以楚楚可憐的形象聞名，被稱作眼淚女王，並接演許多善良純真的角色，例如：《父母見上書》、《愛情與野望》、《媽媽發怒了》與《愛你，別哭》等劇。
2010年主演晨間劇《錯愛一家親》獲得極高收視，隔年在編劇朴禮卿的新作《我的女兒是花兒》客串同一角色。
2011年於《一閃一閃亮晶晶》中挑戰出演惡角，憑藉該劇獲得MBC演藝大賞連續劇部門優秀演技賞，並在第四屆韓國電視劇節上獲得最佳女配角獎。
2012年擔綱主演有線電視台tvN首部晨間劇《黃色復仇草》，該劇收視開出紅盤，打破韓國有線電視自製電視劇收視紀錄，更在台灣引起收視風潮，而李幼梨被稱作「復仇劇女王」。
2014年參演MBC周末劇《來了！張寶利》靈活演繹惡女角色「延敏靜」引起觀眾迴響，並以38萬5434票勇奪MBC演技大賞年度大賞及放送三社電視劇PD賞兩項獎項，也是首位以「反派」摘下大賞的女演員，素有「國民惡女」稱號，同年錄製《Running man》惡女特輯，節目上李幼梨的反差形象，更被稱是個可愛又迷人的反派角色。
2016年首次於KBS2日日劇《天上的約定》中挑戰一人分飾兩角。
2017年出演KBS週末家庭溫馨喜劇《爸爸好奇怪》，演繹個性剛直，雖刀子嘴，可家裡有什麼事絕對會盡全力幫忙的長女卞惠英，在劇情最後段幫爸爸曾經被冤枉殺人的官司再審，演技再受肯定，獲得KBS演技大賞的女子最優秀演技獎。
2017年客串金順玉作家電視劇作品《姐姐還活著》
因當年李幼梨榮獲大賞為金順玉筆下的惡女角色，李幼梨很期望能再次參演金順玉作家的作品，所以這次金順玉讓《來了！張寶利》的延敏靜再次登場，教訓作惡多端的梁達熙，重現延敏靜的經典。
2018年出演MBC週末特別計畫劇《捉迷藏》於劇中飾演，為家庭和公司能犧牲一切的女強人——閔綵潾，李幼梨在此劇演繹出從小為孤兒而後成為有錢人家的受厄品，為家庭奉獻一切卻不被認同的女子，如何越挫越勇反擊那些傷害她的人，李幼梨於2018MBC演技大賞榮獲女子最優秀演技獎，演技再受肯定。
2020年初參與綜藝《新品上市 便利餐廳》作固定嘉賓，以出色的廚藝及四十四次元的創意吸引觀眾，後因電視劇播出時段與綜藝重疊而暫時退出節目，並於電視劇《謊言的謊言》完結後，隨即回歸節目，繼續展現獨一無二的綜藝感。
2020年9月4日首播Channel A金土劇《謊言的謊言》，李幼梨飾演為了親生女兒不顧一切的媽媽——池恩酬。先是被前夫家暴，後被冤枉弒夫，入獄10年後出獄尋找女兒，以謊言接近女兒的養父，作為繼母的身分守護女兒。此劇開播收視率1.169%，之後每集穩步上揚至結局8.203%，刷新本劇自身最高紀錄。

## 演出作品

### 電視劇
| 年份   | 電視台    | 劇名                            | 角色                                    | 性質     |
| ------ | --------- | ------------------------------- | --------------------------------------- | -------- |
| 1999年 | MBC       | 《醫道》                        | 臨時演員 (第48集)                       | 配角     |
| 2001年 | KBS       | 《學校4》                       | 朴瑞媛                                  | 配角     |
| 2001年 | KBS       | 《明成皇后》                    | 世子嫔閔氏（純明孝皇后）                | 配角     |
| 2001年 | KBS       | 《這是愛》                      | 吳允兒                                  | 配角     |
| 2002年 | KBS       | 《人魚公主》                    | 趙修晴                                  | 主演     |
| 2003年 | KBS       | 《妻子》                        | 金允珠                                  | 配角     |
| 2003年 | SBS       | 《二十歲》                      | 彩莉                                    | 主演     |
| 2003年 | KBS       | 《黃色手帕》                    | 羅美玲                                  | 主演     |
| 2003年 | MBC       | 《Argon》                       | 姜江熙                                  | 主演     |
| 2004年 | KBS       | 《父母前上書》                  | 安誠美                                  | 主演     |
| 2005年 | MBC       | 《英才的全盛時代》              | 朱恩才                                  | 主演     |
| 2006年 | SBS       | 《愛情與野望》                  | 朴善希                                  | 配角     |
| 2008年 | KBS       | 《媽媽發怒了》                  | 羅英美                                  | 主演     |
| 2008年 | MBC       | 《愛你，別哭》                  | 趙美琇                                  | 主演     |
| 2010年 | SBS       | 《錯愛一家親》                  | 池順盈                                  | 主演     |
| 2011年 | MBC       | 《一閃一閃亮晶晶》              | 黃錦蘭                                  | 主演     |
| 2011年 | SBS       | 《我的女兒是花兒》              | 池順盈                                  | 客串     |
| 2012年 | tvN       | 《黃色復仇草》                  | 薛晏華                                  | 主演     |
| 2013年 | SBS       | 《你的女人》                    | 吳友珍／李恩秀                          | 主演     |
| 2013年 | tvN       | 《藍色巨塔》                    | 金幼梨                                  | 客串     |
| 2014年 | MBC       | 《來了！張寶利》                | 延敏靜／閔曉熙                          | 主演     |
| 2014年 | MBC       | 《Drama Festival－吉他與熱褲》  | 電台DJ                                  | 客串     |
| 2015年 | tvN       | 《Super Daddy 烈》              | 車美萊                                  | 主演     |
| 2016年 | KBS       | 《天上的約定》                  | 李娜妍／白道希                          | 主演     |
| 2016年 | tvN       | 《又，吳海英》                  | 朴道京的母親                            | 特別出演 |
| 2016年 | KBS       | 《Drama Special－皮諾丘的鼻子》 | 尹東靜                                  | 主演     |
| 2017年 | KBS       | 《完美的妻子》                  | 李貞純(Ep01), 李銀京(Ep12),李幼梨(Ep18) | 特別出演 |
| 2017年 | KBS       | 《爸爸好奇怪》                  | 卞惠英                                  | 主演     |
| 2017年 | KBS       | 《最強送餐員》                  | 劉華英 (Ep10-11)                        | 特別出演 |
| 2017年 | SBS       | 《姐姐風采依舊》                | 延敏靜                                  | 特別出演 |
| 2018年 | MBC       | 《捉迷藏》                      | 閔彩琳                                  | 主演     |
| 2019年 | MBC       | 《春天來了，春天》              | 金寶美                                  | 主演     |
| 2020年 | Channel A | 《謊言的謊言》                  | 池恩秀                                  | 主演     |
| 2022年 | TV朝鮮    | 《魔女寶刀未老》                | 孔瑪莉                                  | 主演     |
| 2023年 | Netflix   | 《恋爱大战》                    |                                         | 友情出演 |
| 待播   |           | 《親愛的對不起》                | 夏楚蓉                                  | 陸劇     |

### 電影
| 年份   | 片名                   | 角色   | 性質 |
| ------ | ---------------------- | ------ | ---- |
| 2004年 | 《筆仙》               | 金仁淑 | 主演 |
| 2007年 | 《愛歌》               | 幼梨   |      |
| 2020年 | 《說唱藝人：希望之聲》 | 艮蘭   | 主演 |

### 音樂劇
- 2010年11月18日—2012年2月5日：《娘家媽媽》
- 2016年9月10日—10月30日：《不孝之子哭了》
- 2016年11月19日—2017年2月5日：《噢！卡羅爾》

### MV
- 2002年：成始璄《你曾使我感動》
- 2002年：洪京民《tonight》

- 2007年：白智榮《一份愛就夠》（與宋昶儀）

### OST
- 2012年：《黃色復仇草》 Part.1《我的心記得你》
- 2018年：《捉迷藏》 Part.5《為你而活》
- 2020年：《謊言的謊言》 Part.6《如謊言般的春天》

### 綜藝節目
- 2004年8月14日：SBS 《X-Man (韓國節目)》
- 2004年8月21日：SBS 《X-Man (韓國節目)》
- 2004年10月10日：SBS《X-Man (韓國節目)》
- 2004年10月17日：SBS《X-Man (韓國節目)》
- 2010年11月9日：SBS《強心臟》 Ep51
- 2010年11月16日：SBS《強心臟》 Ep52
- 2014年：KBS《Happy Together 3》－Ep 358
- 2014年：SBS《Running Man》－Ep213
- 2014年：SBS《Healing Camp》－Ep160
- 2015年1月14日：《隱形人》
- 2016年11月24日：TV朝鮮《인생다큐 마이웨이》
- 2016年：KBS《不朽的名曲：傳說在歌唱》－Ep279
- 2017年4月13日：KBS2《Happy Together 3》－Ep494
- 2017年：KBS《超人回來了》-Ep189
- 2018年8月8日：MBC《黃金漁場 Radio Star》
- 2019年1月19日：JTBC《認識的哥哥》－Ep163
- 2019年1月27日：SBS《Running Man》－Ep436
- 2019年1月30日：JTBC《請給我一頓飯》—Ep114
- 2020年：KBS《新品上市 便利餐廳》－Ep14-27, Ep53-Ep60, Ep64-Ep75, Ep79-81, Ep85-87, Ep91-93, Ep98
- 2020年: KBS《超人回來了》-Ep323
- 2020年6月20日：JTBC《認識的哥哥》—Ep235
- 2020年6月30日：KBS2《屋塔房的問題兒童們》—Ep84
- 2021年3月25日：KBS2、skyTV《守美山莊》—Ep6
- 2021年9月8日：skyTV《캔디싱어즈 Candy Singers》—Ep1
- 2021年10月15日：Channel S《신과 함께2》—Ep11
- 2022年6月8日：KBS2《屋塔房的問題兒童們》—Ep181

### 主持節目
- 2014年12月31日：MBC《2014 MBC歌謠大戰》
- 2017年8月2日-10月11日：SBS《Single Wife（朝鲜语：싱글와이프 (텔레비전 프로그램)）》
- 2017年12月31日：KBS《2017 KBS演技大獎》

- 2018年1月17日-2018年4月18日：SBS《Single Wife（朝鲜语：싱글와이프 (텔레비전 프로그램)）》

- 2020年9月11日-9月18日：MBC《돈벌래》

- 2021年1月28日-3月18日：E頻道《放心咖啡店》
- 2021年2月15日-4月19日：MBN《極限煩惱諮詢所-我該怎麼辦》
- 2021年3月3日：KBS1《특집 다큐 TV 60년, 시청자와 함께》
- 2021年8月10日-10月26日：Channel A《传奇音乐教室-Lala Land》
- 2021年8月27日-9月17日：SBS Plus《트렌드 레코드 TREND RECORD 4》
- 2021年9月20日, 9月22日：KBS2《전설의 배우들》
- 2021年10月25日-11月8日：tvN D ENT《유리한 거래》

### 社會活動
- 2006年：兒童牙科治療宣傳大使
- 2006年：水原世界杯賽場管理基金會宣傳大使
- 2008年4月：第三界首爾地鐵宣傳大使
- 2008年9月：第六屆首爾基督教電影節形象大使
- 2009年：菲律賓公益活動宣傳大使
- 2011年：굿피플宣傳大使
- 2011年7月：「和平統一」宣傳大使
- 2014年6月：兒童安全基金會形象大使
- 2014年：冰桶挑戰
- 2014年9月19日：首爾兒童外傷性神經症會議活動
- 2014年9月20日：第八屆綠色絲帶馬拉松活動
- 2014年10月：韓服節形象大使

## 獲獎
| 年份   | 頒獎典禮                 | 獎項                                | 作品              |
| ------ | ------------------------ | ----------------------------------- | ----------------- |
| 2001年 | KBS演技大賞              | 女子青少年賞                        | 學校4             |
| 2002年 | KBS演技大賞              | 新人賞                              | 人魚公主          |
| 2006年 | SBS演技大賞              | 眼淚女王賞                          | 愛情與野望        |
| 2011年 | 第4屆 韓國電視劇獎       | 女配角獎                            | 一閃一閃亮晶晶    |
| 2011年 | MBC演技大賞              | 連續劇 優秀女演員賞                 | 一閃一閃亮晶晶    |
| 2014年 | NATE Awards              | 人氣電視劇女演員賞                  | 來了！張寶利      |
| 2014年 | MBC演技大賞              | 放送三社電視劇PD賞                  | 來了！張寶利      |
| 2014年 | MBC演技大賞              | 大賞                                | 來了！張寶利      |
| 2015年 | 2014年亞洲影響力東方盛典 | 亞洲影響力最具魅力女演員            | —                 |
| 2016年 | KBS演技大賞              | 日日劇部門 女子優秀演技賞           | 天上的約定        |
| 2017年 | KBS演技大賞              | 女子最優秀演技獎                    | 爸爸好奇怪        |
| 2017年 | KBS演技大賞              | 最佳情侶獎(與柳秀榮)                | 爸爸好奇怪        |
| 2017年 | SBS演藝大賞              | Best Entertainer獎                  | Single Wife       |
| 2018年 | MBC演技大賞              | 週末特別企劃劇部門 女子最優秀演技獎 | 捉迷藏            |
| 2020年 | KBS演藝大賞              | 實境節目部門 優秀賞                 | 新品上市 便利餐廳 |

## 外部連結
- 李幼梨的Instagram帳戶
- 李幼梨的新浪微博
- YouTube上的李幼梨官方頻道
- the-jun.com